# Bolt (aplikacja mobilna)
Bolt – aplikacje mobilne przeznaczone m.in. do pośrednictwa w organizowaniu samochodowego transportu osobowego i pośrednictwa w dostarczaniu żywności przez rowerzystów w dużych miastach.

## Charakterystyka

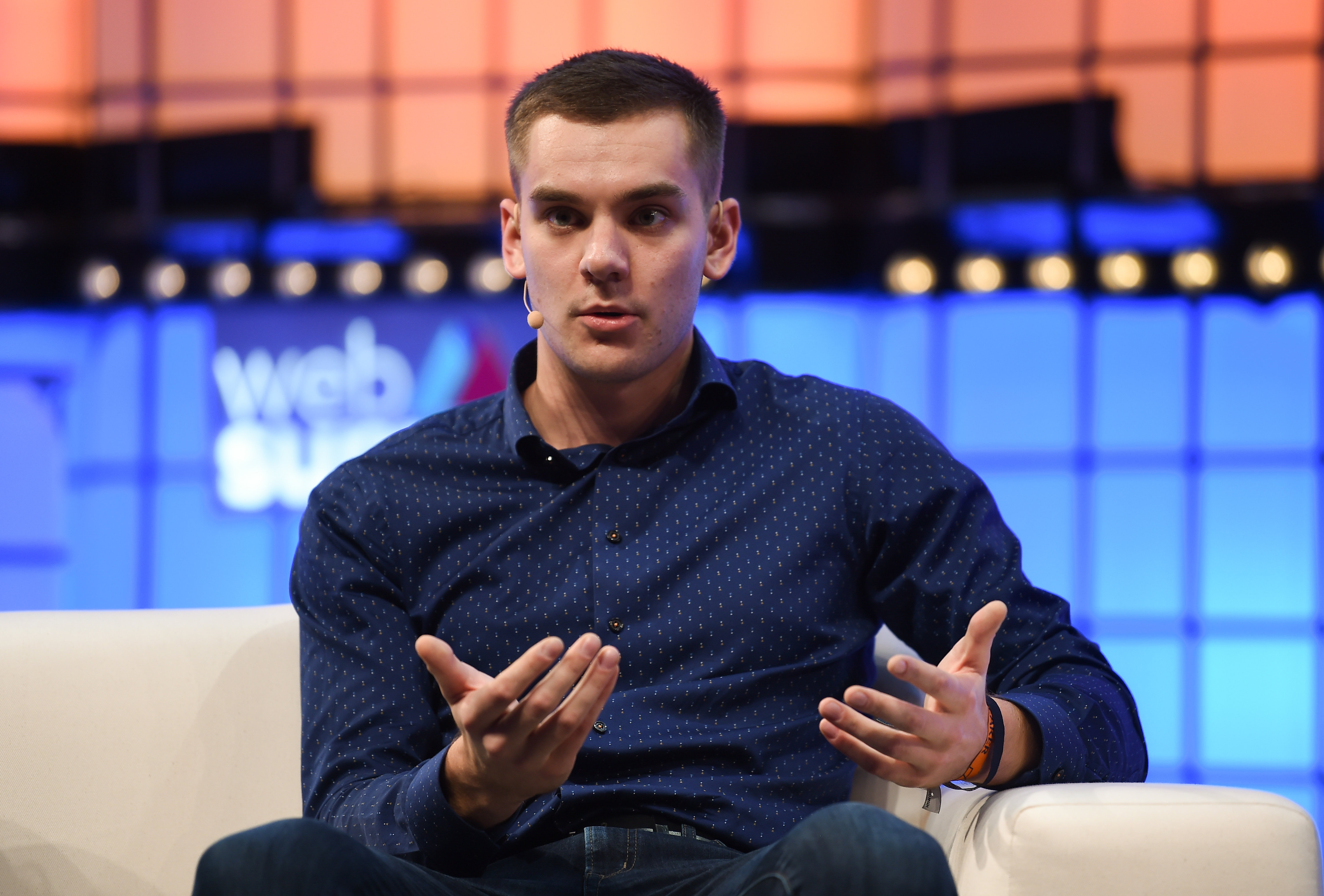
Markus Villig (2018)

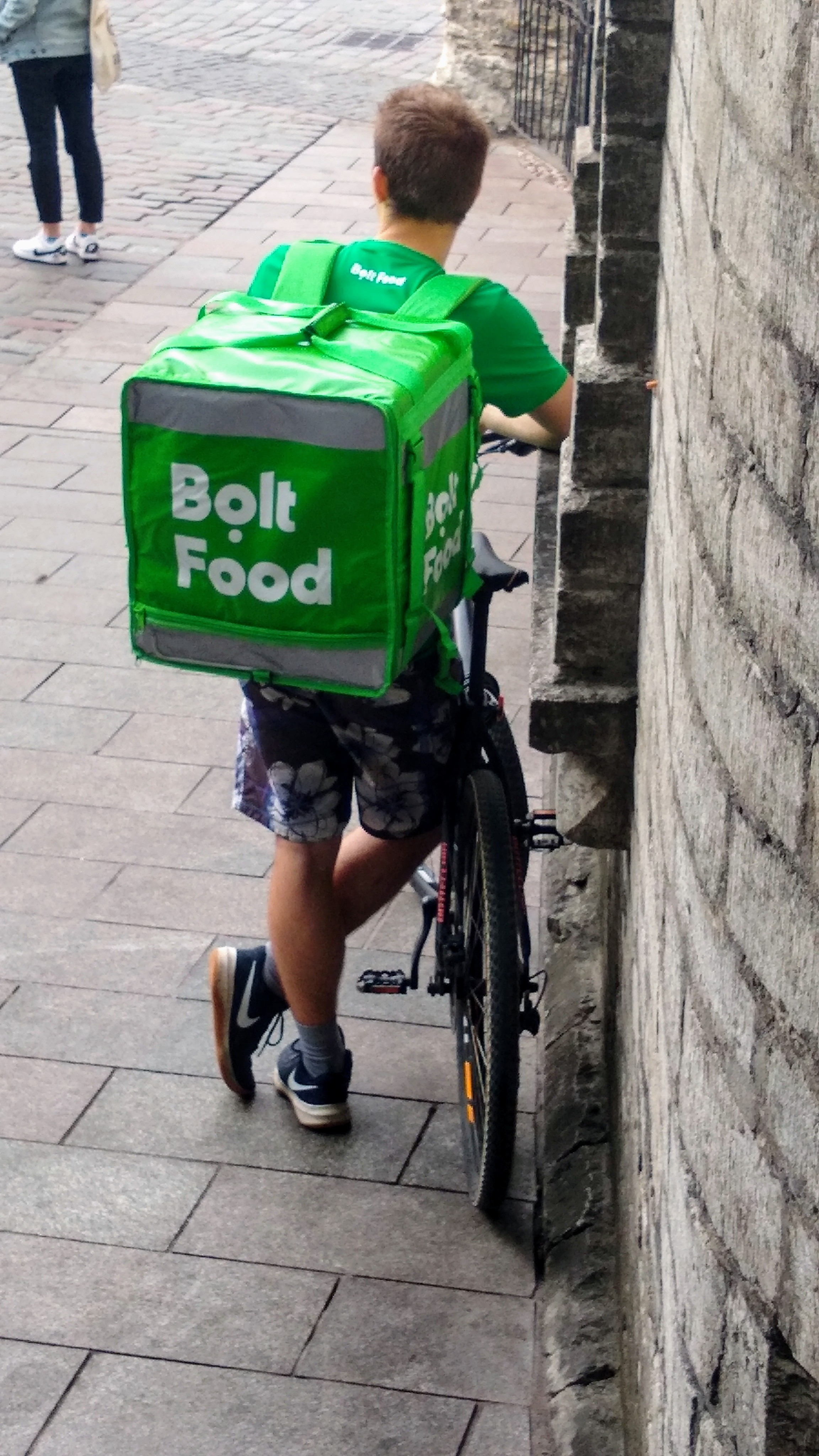
Dostawca żywności w Tallinie

Usługę w 2013 roku stworzył dziewiętnastoletni student informatyki na Uniwersytecie w Tartu – Markus Villig, dysponując pięcioma tysiącami euro od rodziców. Początkowo celem Villiga było stworzenie aplikacji umożliwiającej zamówienie tradycyjnej taksówki w Tallinie. Akwizycją nowej usługi zajmował się sam, chodząc na postoje taksówek i zachęcając kierowców do rejestracji. Obecnie jest to aplikacja mobilna łącząca pasażera z najbliższym kierowcą na podstawie danych lokalizacyjnych smartfona lub tabletu obu stron. Na podobnej zasadzie działają również rowerowi dostawcy żywności Bolta, który kojarzy klientów ze sklepami i gastronomią, z których do mieszkań klientów dostarczana jest żywność. W większości przypadków, poza pojedynczymi akcjami marketingowymi podczas pierwszych miesięcy działania usługi w danym mieście, do transportu wykorzystywany jest prywatny pojazd kierowcy lub rowerzysty, a on sam formalnie jest osobą prywatną lub prowadzącą jednoosobową działalność gospodarczą z Boltem związaną jedynie wewnętrznym regulaminem. Formalnie Bolt jest jedynie usługą informatyczną za prowizje od klienta końcowego kojarzącą kierowcę lub rowerzystę z pasażerem lub zamawiającym jedzenie. Jednak by korzystać z usługi, transfery finansowe odbywać się mogą jedynie za pośrednictwem Bolta. Nie ma możliwości opłacenia kursu kartą przez terminal kierowcy. Płatność za kurs samochodem za pośrednictwem Bolta odbywa się z góry na podstawie założeń firmy co do średniego czasu przejazdu na danej trasie. Wyklucza to możliwości nadużyć w naliczaniu opłaty za kurs ze strony kierowcy, ale jednocześnie naraża go na dodatkowe koszty w przypadku utrudnień na drodze nieuwzględnianych przez aplikacje. Usługi transportu osób za pośrednictwem Bolta dostępne są w 150 miastach w 45 krajach. Do marca 2019 roku usługa świadczona była pod nazwą Taxify, a na początkowym etapie w Tallinie – mTakso. Bolt wypożycza również rowery współdzielone i hulajnogi elektryczne na minuty. W tym przypadku inwestując we własny sprzęt. W 2020 roku przedsiębiorstwo Bolt zostało wycenione na 4,75 miliarda dolarów, rok wcześniej osiągając status „jednorożca”.

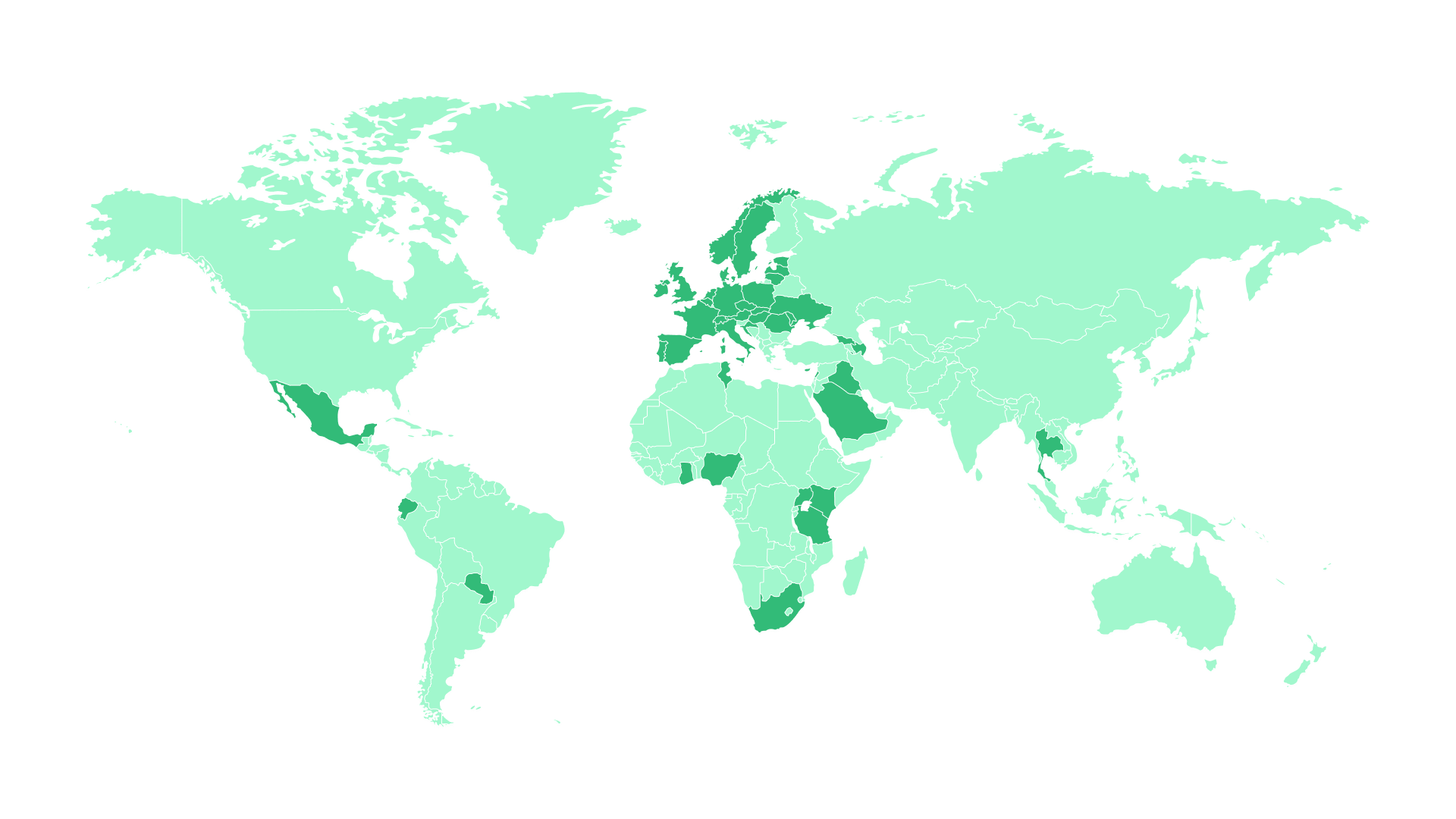
Kraje, w których Bolt oferuje swoje usługi (2022)

## W Polsce

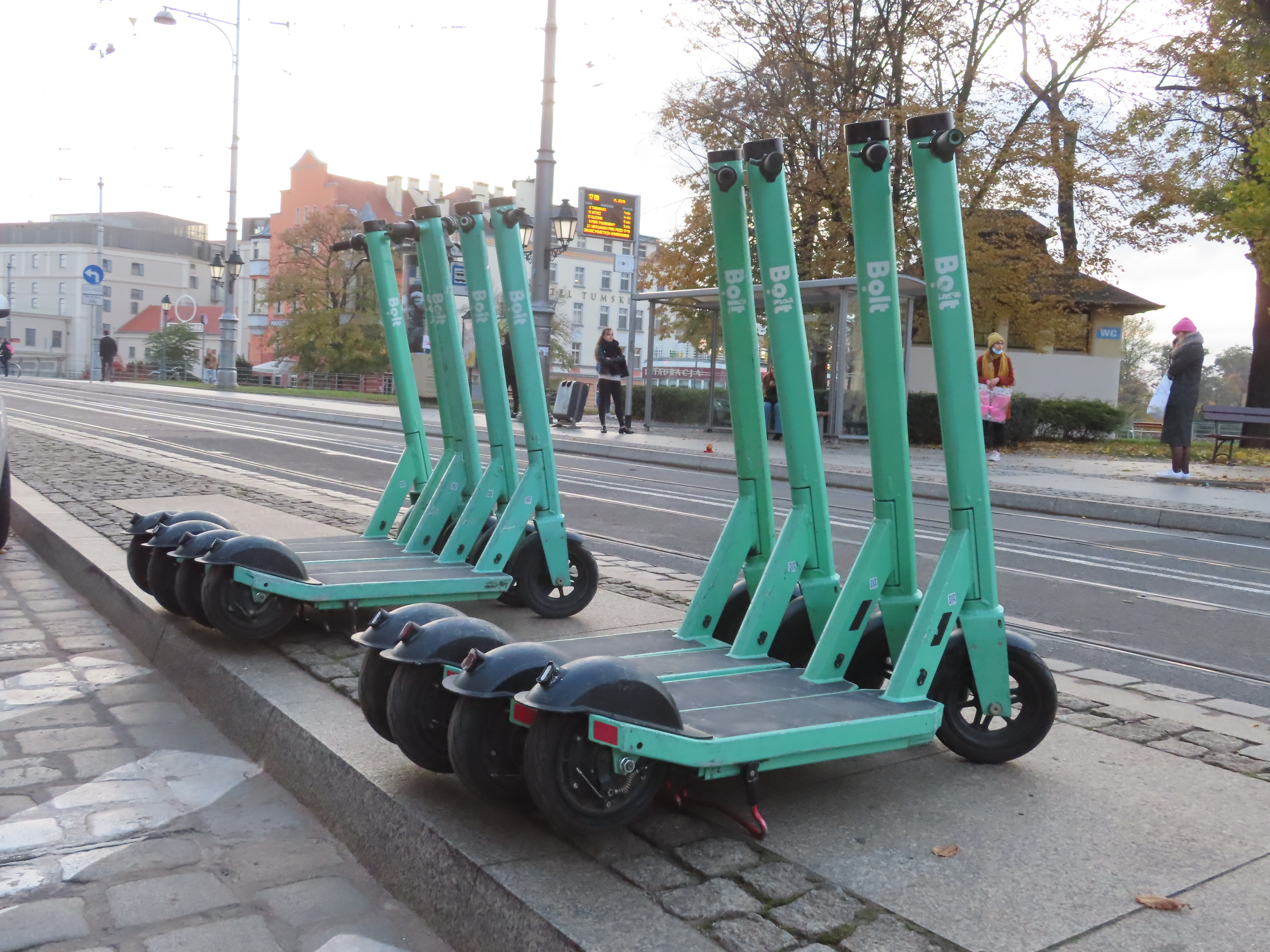
Hulajnogi elektryczne Bolt na placu Bema we Wrocławiu

Bolt jest obecny w Polsce od 2017 roku. W połowie 2019 roku Polska stała się trzecim największym rynkiem firmy. Bolt obsługuje 21 polskich miast i współpracuje z ok. 100 tysiącami kierowców. Kierowca zarejestrowany w aplikacji wykonuje średnio dwa kursy na godzinę. Według deklaracji polskiego oddziału Bolta z połowy 2020 roku, świadcząc kursy za pośrednictwem Bolta, kierowca mógł zarobić od 5 do 8 tysięcy złotych miesięcznie. Firma nie stawia warunku wyłączności, często zdarza się, że kierowcy zarejestrowani w aplikacji Bolta świadczą usługi również za pośrednictwem Ubera. W czerwcu 2022 roku firma uruchomiła w Warszawie usługę wypożyczania rowerów o napędzie elektrycznym.

### Krytyka
W następnych latach pojawiały się przypadki przestępstw seksualnych (w tym gwałty) dokonanych głównie przez obcojęzycznych kierowców Bolta, w samym tylko 2022 roku w Warszawie było prowadzonych przez prokuraturę 20 śledztw tego typu, a od 2016 roku do 2023 roku w Warszawie zgłoszono 70 przestępstw seksualnych w przewozach na aplikacje (Bolt i Uber).